# George M. Cohan
George Michael Cohan (3 de julio de 1878-5 de noviembre de 1942), conocido profesionalmente como George M. Cohan, fue un artista del entretenimiento de nacionalidad estadounidense, con actividades tan diversas como la de dramaturgo, compositor, actor, cantante, bailarín y productor teatral.
Cohan empezó su carrera artística en la infancia, trabajando junto a sus padres y su hermana en números de vodevil como miembro del grupo "The Four Cohans."  Al poco tiempo ya escribía canciones y números artísticos, llegando a componer un total de unas 500 canciones a lo largo de su vida. Entre las múltiples canciones populares de Cohan figuran "Over There", "Give My Regards to Broadway", "The Yankee Doodle Boy", y "You're a Grand Old Flag".  Empezando con Little Johnny Jones en 1904, escribió y actuó en más de tres docenas de shows producidos en el circuito de Broadway. Cohan demostró una gran longevidad teatral, siguiendo actuando hasta 1940. Además de actor teatral, Cohan también trabajó en el cine, destacando la película The Phantom President en 1932.  Aparte de su faceta interpretativa, fue uno de los fundadores de la American Society of Composers, Authors and Publishers.
Conocido en la década anterior a la Primera Guerra Mundial como "el dueño de Broadway," es considerado el padre del teatro musical estadounidense. Su vida y música fueron descritos en la película ganadora de un Premio Oscar Yankee Doodle Dandy (1942) y en el musical de 1968 George M!. 

## Carrera inicial
Nacido en Providence (Rhode Island) en el seno de una familia de origen católico irlandés, un certificado de bautismo indica que nació el 3 de julio de 1878, aunque la familia de Cohan insistía en que él había nacido el "Cuatro de julio" Sus padres eran artistas itinerantes de vodevil, y él actuaba con ellos siendo todavía un niño, aprendiendo a bailar y a cantar a edad muy temprana.
A los 8 años Cohan tocaba el violín y bailaba. Era el cuarto miembro de una troupe familiar llamada Four Cohans, dentro de la cual estaba su padre, Jeremiah "Jere" (Keohane) Cohan (1848-1917), su madre Helen "Nellie" Costigan Cohan (1854-1928), y su hermana Josephine "Josie" Cohan Niblo (1876-1916). La familia viajó junta principalmente desde 1890 a 1901. Él y su hermana debutaron en el circuito de Broadway en 1893 con un número titulado The Lively Bootblack.
Cohan empezó a escribir número originales (más de 150 de ellos) y canciones para el número familiar siendo un adolescente. Pronto ya escribía profesionalmente, vendiendo sus primeras canciones a un editor nacional en 1893. En 1901 escribió, dirigió y produjo su primer musical de Broadway, "The Governor's Son", para los Four Cohans. Su primer gran éxito en Broadway llegó en 1904 con el show Little Johnny Jones, en el que presentaba los temas "Give My Regards to Broadway" y "The Yankee Doodle Boy."
Cohan llegó a ser uno de los principales compositores del grupo Tin Pan Alley, publcando más de 300 canciones originales notables por sus melodías pegadizas e inteligentes letras. Canciones suyas destacadas fueron "You're a Grand Old Flag," "Forty-Five Minutes from Broadway," "Mary Is a Grand Old Name," "The Warmest Baby in the Bunch," "Life's a Funny Proposition After All," "I Want To Hear a Yankee Doodle Tune," "You Won't Do Any Business If You Haven't Got a Band," "The Small Town Gal," "I'm Mighty Glad I'm Living, That's All," "That Haunting Melody," "Always Leave Them Laughing When You Say Goodbye", y la canción más popular durante los años de la Primera Guerra Mundial, "Over There."
Entre 1904 y 1920 Cohan creó y produjo más de cincuenta musicales, obras de teatro y revistas junto a su amigo Sam Harris, entre ellas Give My Regards to Broadway y Going Up en 1917, pieza que obtuvo un resonado éxito el Londres al año siguiente. El dúo llegó a representar simultáneamente obras en cinco teatros. Una de las piezas más innovadoras de Cohan fue la dramatización "Seven Keys to Baldpate" en 1913, desconcertante para parte de la crítica y del público, pero que fue un éxito. A partir de 1919 Cohan estuvo unos años sin actuar a causa de una disputa con el sindicato Actors' Equity Association.
En 1925 Cohan publicó su autobiografía, Twenty Years on Broadway and the Years It Took To Get There.

## Últimos años de carrera

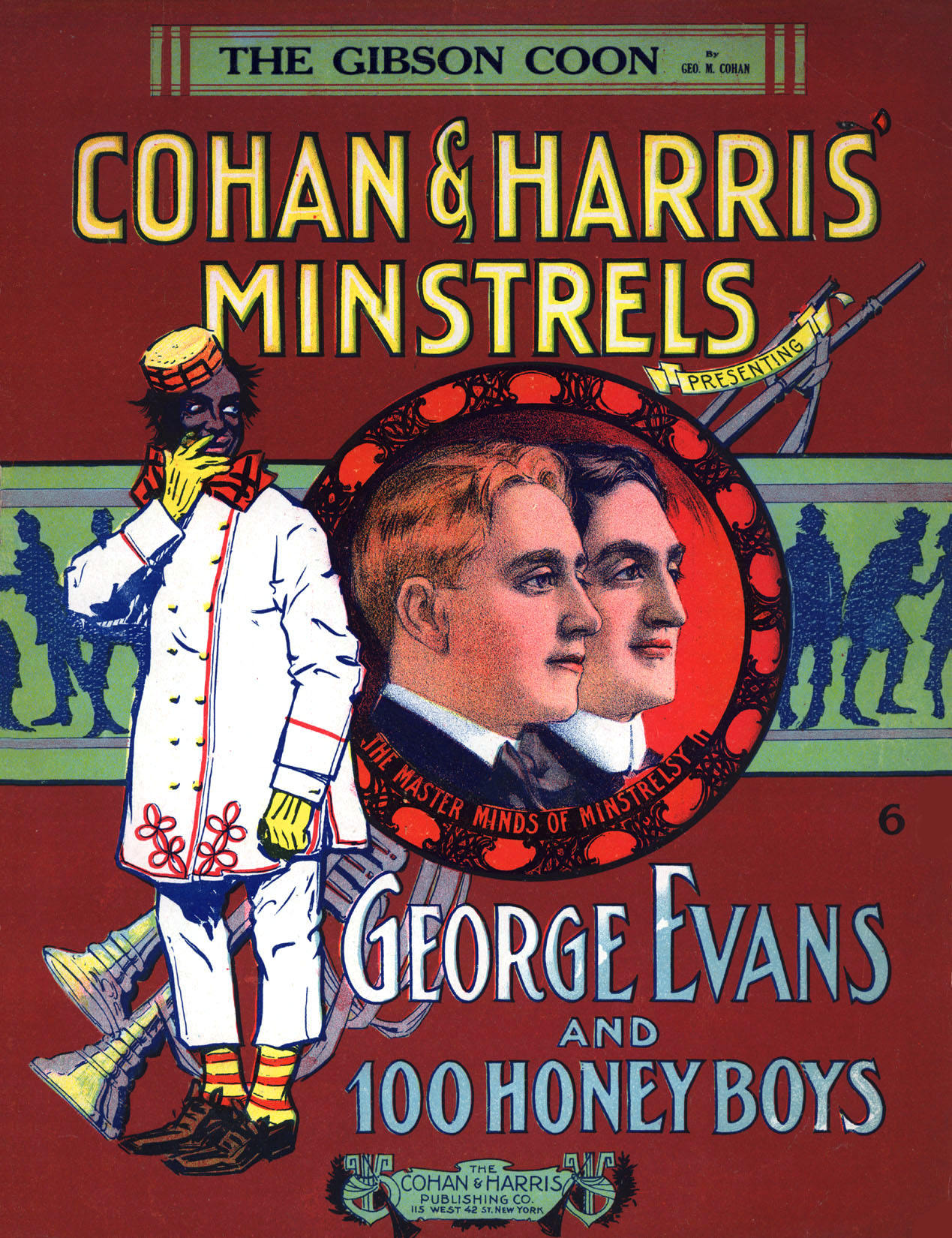
Portada de un disco de 1908 describiendo a Cohan & Sam Harris junto a la estrella del espectáculo George "Honey Boy" Evans.

Cohan actuó en 1930 en The Song and Dance Man, un homenaje a su padre y al género vodevil. En 1932 hizo un papel doble en el film musical The Phantom President, en el cual actuaban Claudette Colbert y Jimmy Durante. En la banda sonora se oían canciones de Richard Rodgers y Lorenz Hart, y la cinta fue estrenada por Paramount Pictures. Áunque había actuado en algún film mudo, Cohan solamente intervino en otra cinta sonora, Gambling, en 1935, basada en una obra escrita por él, y que se considera una película perdida.
Cohan se ganó a la crítica como actor serio en la comedia de Eugene O'Neill Ah, Wilderness! (1933), y con el papel del Presidente Franklin D. Roosevelt en el musical de Rodgers y Hart I'd Rather Be Right (1937). Ese mismo año se reunió con Harris para producir una obra titulada Fulton of Oak Falls, protagonizada por él mismo. Su última pieza, The Return of the Vagabond (1940), incluía en su reparto a una joven Celeste Holm.

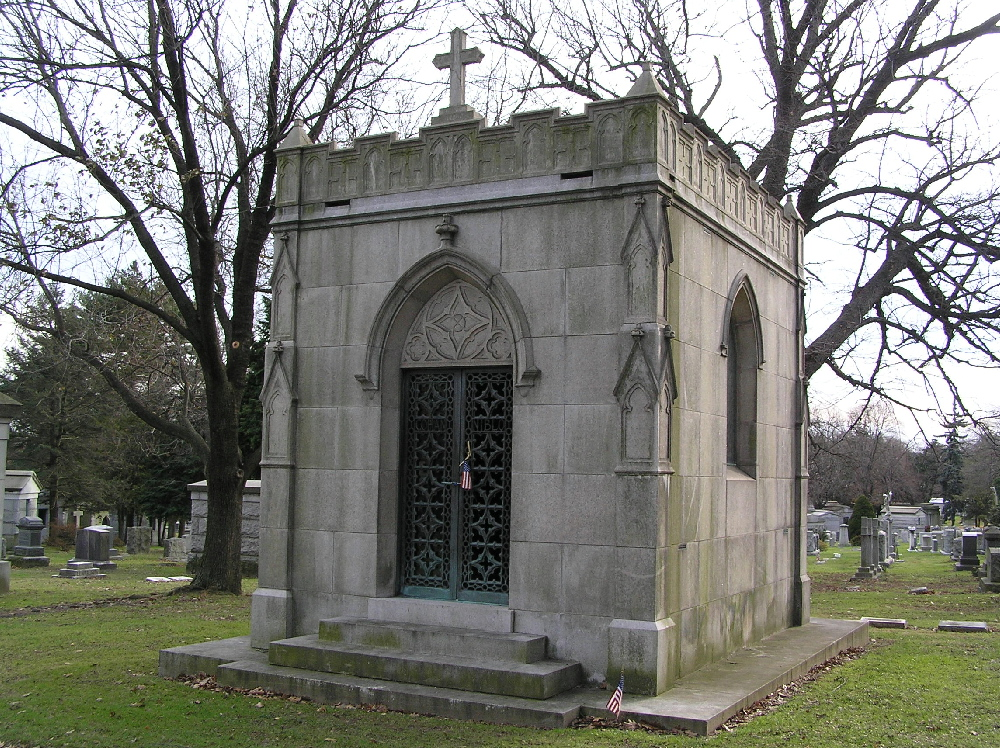
Mausoleo de Cohan en el Cementerio Woodlawn de Nueva York

En 1940 Judy Garland hizo el papel del título en una versión cinematográfica de su musical de 1922 Little Nellie Kelly. La obra de misterio de Cohan Seven Keys to Baldpate fue adaptada al cine en 1916 y en otras seis ocasiones, la última de las cuales, House of Long Shadows (1983), la interpretó Vincent Price. En 1942 se estrenó una película biográfica de Cohan, Yankee Doodle Dandy, encarnando James Cagney a Cohan y ganando por su papel el Oscar al mejor actor. La obra de Cohan de 1920 The Meanest Man in the World fue llevada a la pantalla con Jack Benny en 1943.
George M. Cohan falleció a causa de un cáncer el 5 de noviembre de 1942 en su domicilio en la Quinta Avenida de Nueva York. Tenía 64 años de edad. Tras un gran funeral en la Catedral de San Patricio de Nueva York, Cohan fue enterrado en el Cementerio Woodlawn del barrio del Bronx, en la ciudad de Nueva York, en un mausoleo familiar.

## Influencia y legado
Aunque Cohan es principalmente recordado por sus canciones, fue un pionero en el desarrollo del teatro musical. Más de tres décadas antes de que Agnes De Mille coreografiara Oklahoma!, Cohan ya usaba el baile para avanzar en la historia.
En 1914 Cohan fue uno de los miembros fundadores de la American Society of Composers, Authors and Publishers. Aunque Cohan era conocido por su gran generosidad con los actores necesitados, en 1919 se opuso sin éxito a una huelga convocada por el sindicato Actors' Equity Association, algo que muchos profesionales del teatro no olvidaron nunca. El motivo de su rechazo era que, además de actor, Cohan era también el productor que establecía las condiciones de trabajo de los intérpretes. Aun así, durante la huelga donó 100 000 dólares para financiar la Actors' Retirement Fund en Englewood Cliffs, Nueva Jersey. 
Cohan escribió numerosos musicales y obras teatrales, además de contribuir con su material a shows escritos por otros autores—más de 50 en total. Entre sus shows se incluyen Forty-five Minutes from Broadway (1905), George Washington, Jr. (1906), The Talk of New York y The Honeymooners (1907), Fifty Miles from Boston y The Yankee Prince (1908), Broadway Jones (1912), Seven Keys to Baldpate (1913), The Cohan Revue of 1918 (escrito junto a Irving Berlin), The Tavern (1920), The Rise of Rosie O'Reilly (1923, con una Ruby Keeler de 13 años entre las coristas), The Song and Dance Man (1923), American Born (1925), The Baby Cyclone (1927, uno de los primeros éxitos de Spencer Tracy), Elmer the Great (1928, escrita con Ring Lardner), y Pigeons and People (1933).
Cohan es sin duda uno de los artistas estadounidenses más galardonados. Así, el 29 de junio de 1936, el presidente Franklin D. Roosevelt le entregó la Medalla de Oro del Congreso de los Estados Unidos por su contribución a la moral durante la Primera Guerra Mundial, en particular gracias a las canciones "You're a Grand Old Flag" y "Over There." Cohan fue la primera persona en cualquier campo artístico en ser seleccionada para dicho honor, el cual previamente habían recibido únicamente militares, líderes políticos, filántropos, científicos, inventores y exploradores.
En 1970 a Cohan se le incluyó en el Salón de la Fama de los Compositores, y en 2003 en el Salón de la Fama del Folklore Americano. Además, recibió una estrella en el Paseo de la Fama de Hollywood, en el 6734 de Hollywood Boulevard, y el 15 de octubre de 2006 se le incluyó en el Salón de la Fama de la Música de Long Island.

## Familia y vida personal

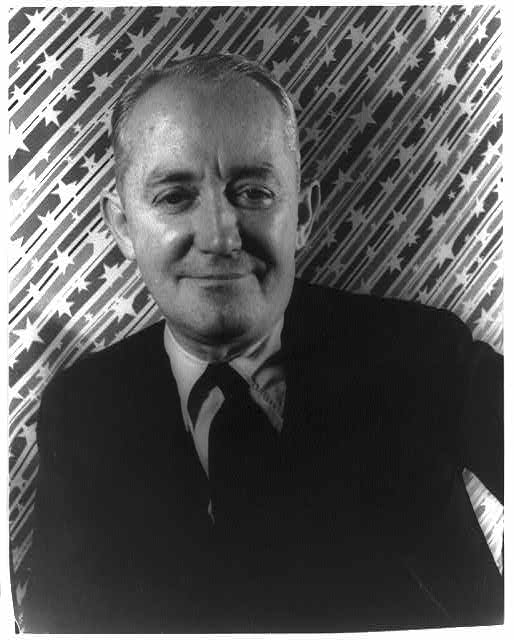
Cohan en 1933, fotografiado por Carl Van Vechten

Desde 1899 a 1907 Cohan estuvo casado con Ethel Levey (1881-1955), una actriz y bailarina de comedia musical que formó parte de los Four Cohans cuando la hermana de Cohan se casó. Levey y Cohan tuvieron una hija, la actriz Georgette Cohan Souther Rowse (1900-1988). Cohan volvió a casarse en 1908, esta vez con Agnes Mary Nolan (1883-1942), que había sido bailarina en algunos de los primeros shows del compositor, permaneciendo juntos hasta la muerte de Cohan. Tuvieron dos hijas y un hijo. La mayor fue Mary Cohan, cantante de cabaret en la década de 1930, compositora de la música incidental para la obra de su padre The Tavern. En 1968 Mary supervisó la música y letras para la obra representada en Broadway George M!. Su segunda hija fue Helen Cohan, una actriz cinematográfica, que actuó con su padre en Broadway en 1931 con la pieza Friendship.
Su hijo menor fue George Michael Cohan, Jr. (1914-2000), graduado en la Georgetown University y que sirvió en el cuerpo de entretenimiento durante la Segunda Guerra Mundial. En la década de 1950 George Jr. reinterpretó las canciones de su padre en grabaciones, en un número de nightclub y en actuaciones televisivas en los shows de Ed Sullivan y Milton Berle.  